# Кюттер, Фердинанд
Фердинад Кюттер (нем. Ferdinand Kütter; 13 сентября 1890, Дойц (Кёльн) — 12 апреля 1945, Тир (Випперфюрт)) — немецкий офицер полиции и гестапо, активный участник нацистских репрессий. Служил в подразделениях по борьбе с марксистскими и коммунистическими организациями, «Пиратами Эдельвейса», нелегальными иностранными рабочими. Возглавлял в кёльнском гестапо «Зондеркоманду Кюттера», руководил ликвидацией подпольной Эренфельдской группы Ганса Штайнбрюка. Покончил с собой незадолго до конца Второй мировой войны.

## Солдат и полицейский
Происходил из кёльнского среднего класса. Получил юридическое образование. Участвовал в Первой мировой войне. После демобилизации вернулся в Кёльн. Несмотря на консервативные взгляды, принял Веймарскую республику и поступил в кёльнскую полицию.
На полицейской службе Фердинанд Кюттер демонстрировал высокие профессиональные качества. В 1928, при разделении прусской полиции на защитную, уголовную и административную, Кюттер был зачислен в административную полицию — для борьбы с преступлениями политического характера. Специализировался на подавлении левого радикализма. В его ведении находились коммунисты, радикальные социалисты, анархисты. Кюттер эффективно использовал полицейские методы вербовки и засылки агентуры, имел информаторов в кёльнском руководстве КПГ.

## Офицер гестапо

### «Отдел по марксизму-ленинизму»
В 1933 к власти в Германии пришли национал-социалисты. Фердинанд Кюттер вновь принял политические перемены. Административная полиция была преобразована в гестапо. Кюттер продолжал службу в кёльнском управлении, возглавлял 2 отдел — преследование левой оппозиции (КПГ, СДПГ, нелегальные профсоюзы). В 1935 получил звание криминальинспектор, затем криминалькомиссар.
Фердинанд Кюттер не являлся фанатичным сторонником нацизма. Он не состоял в НСДАП, не имел званий в СА и СС. Это отличало его от начальников (Эрих Иссельхорст, Эмануэль Шефер, Курт Лишка, Франц Шпринц, Курт Мачке) и подчинённых (Йозеф Хёген, Йозеф Шиффер, Вальтер Хиршфельд, Адольф Роггендорф, Хорст Гегуш). Те и другие были нацистскими активистами. Кюттер принадлежал к особой категории профессионалов высокого класса, от которых гитлеровский режим не требовал идеологического рвения, ограничиваясь лояльностью, компетентностью и эффективностью.

Кадровую базу Кёльнского управления гестапо составляли офицеры, выросшие в империи, получившие классическую полицейскую подготовку, сделавшие профессиональную карьеру в Веймарской республике, но, очевидно, не проникнутые демократическими ценностями. Востребованные из-за специальных знаний и опыта, они руководствовались карьеризмом, конформизмом, инстинктом подчинения, чувством бюрократического долга. Но они как минимум частично принимали национал-социалистическую идеологию. Из этой группы выдвинулись самые жестокие, среди них Фердинанд Кюттер.

Фердинанд Кюттер возглавлял в кёльнском гестапо «исполнительный отдел по марксизму-ленинизму». Коммунистическое и социал-демократическое подполье было в целом подавлено. Обращение с арестованными членами КПГ было крайне жестоким, информация на допросах добывалась под пытками (в этом особенно отличался Хёген, подчинённый Кюттеру).

### «Отдел по иностранным рабочим»
С 1944 центр тяжести репрессий сместился: главной проблемой стали неконтролируемые социальные группы, созданные условиями Второй мировой войны — перемещённые лица, нелегальные мигранты, принудительно ввезённые иностранные рабочие, военнопленные, безработные, маргиналы, уголовники, беглецы из тюрем и концлагерей. Эта среда порождала активное сопротивление. В конце сентября 1944 в Кёльне были убиты несколько нацистских функционеров. В ответ гестапо сформировало «Зондеркоманду Кюттера» с полномочиями тотальных проверок, арестов, допросов, пыток и бессудных казней.
Организованные формы этому виду Сопротивления придавало молодёжное подполье — «Пираты Эдельвейса». В Кёльне возникла Эренфельдская группа, во главе которой стал 23-летний Ганс Штайнбрюк. Бывший моряк и бытовой правонарушитель бежал из Бухенвальда и жил на нелегальном положении. Штайнбрюк проникся антинацистскими убеждениями и сгруппировал вокруг себя около сотни человек — «пиратов», коммунистов, социал-демократов, маргиналов, уголовников. «Эренфельдцы» укрывали преследуемых евреев, беглых заключённых, советских пленных, нападали на функционеров НСДАП, полицейских, штурмовиков и гитлерюгендовцев, грабили государственные склады и магазины, добывали оружие, готовили взрыв моста Гогенцоллернов в помощь наступающим войскам Антигитлеровской коалиции.
За ликвидацию «Эренфельдской группы» взялась «Зондеркоманда Кюттера». Криминалькомиссар считал крайне опасным соединение политического подполья с социально-бытовыми протестами перемещённых лиц. Была задействована разветвлённая сеть штатных осведомителей и привлечённых доносчиков. Опергруппы гестапо хватали подозреваемых, при сопротивлении или упорстве убивали на месте. Кюттер лично вёл тщательные допросы. Ближайшим его помощником вновь выступал известный особой жестокостью Хёген, прошедший Айнзацгруппу B. В некоторых случаях Кюттер, как на допросах Штайнбрюка, сам подключался к пыткам.
«Зондеркоманде Кюттера» удалось ликвидировать «Эренфельдскую группу». 10 ноября 1944 тринадцать «эренфельдцев» во главе со Штайнбрюком были повешены, вместе с ними казнены одиннадцать иностранных рабочих. Но это не могло повлиять на ход войны в целом.

## Смерть и особенность
Сотрудники управления гестапо в основном бежали из Кёльна ещё до вступления американских войск 6 марта 1945. Последние недели своей жизни Фердинанд Кюттер провёл в Тире (Випперфюрт). Менее чем за месяц до окончания войны, опасаясь попадания в плен, Кюттер покончил с собой.
Для современных исследователей Кюттер представляет интерес как пример службы тоталитарному режиму не столько из идеологических, сколько из карьерно-конформистских соображений.